# Soehnle
Die Marke Soehnle gehört seit 2001 zur Leifheit AG mit Sitz im rheinland-pfälzischen Nassau an der Lahn. Das Produktprogramm umfasst heute Industrie-, Küchen- und Personenwaagen.

## Geschichte

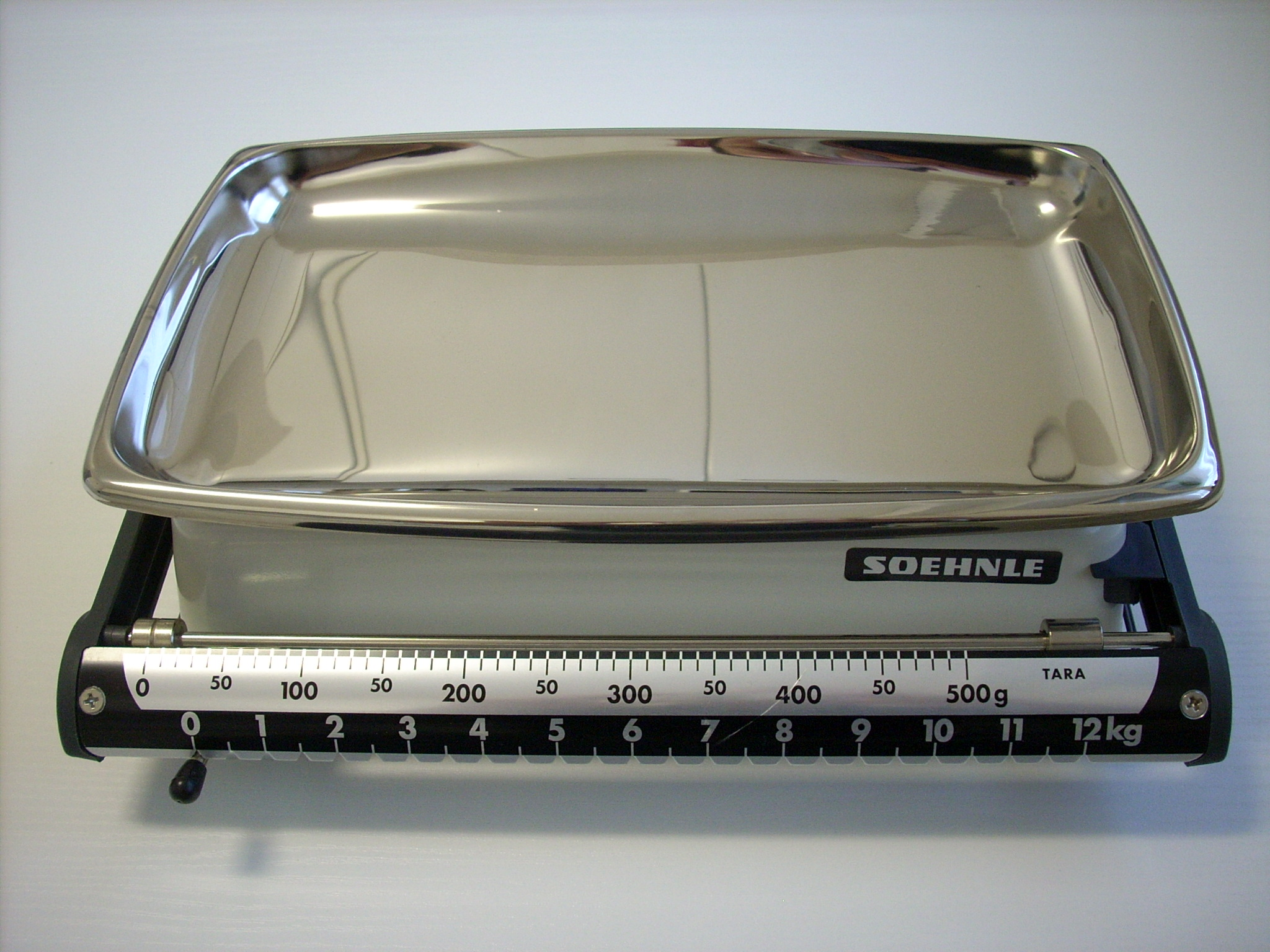
Laufgewichts-Balkenwaage

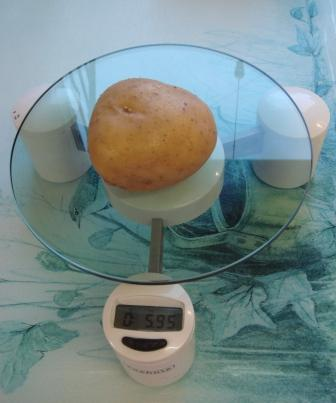
Digitale Küchenwaage

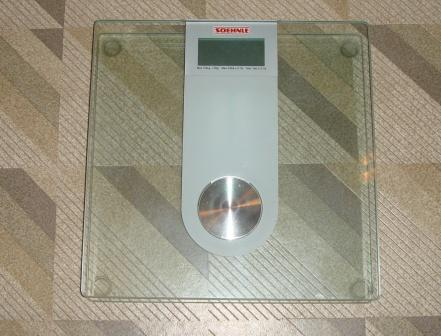
Personenwaage

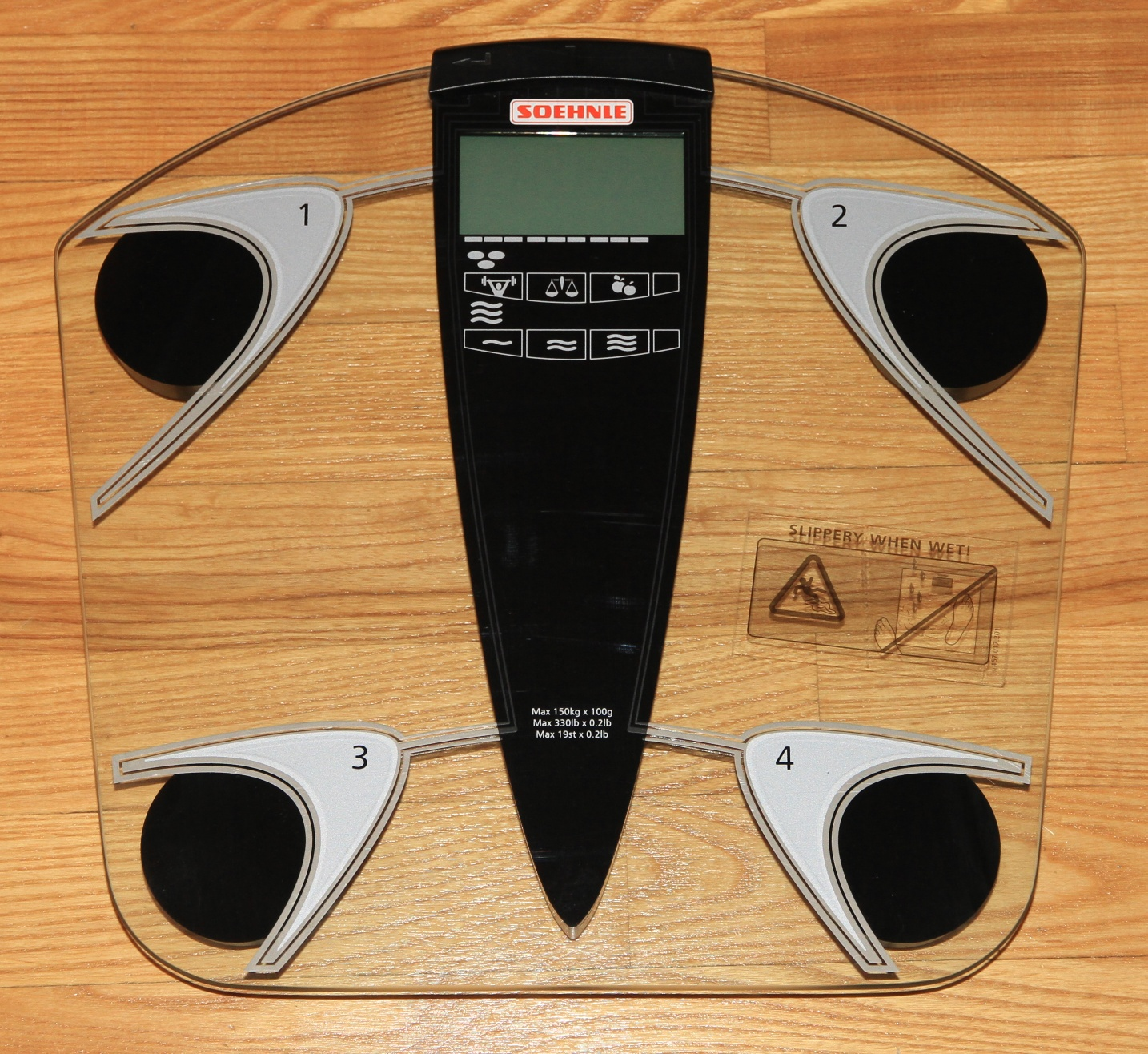
Körperfettwaage

Das Unternehmen wurde 1868 durch Wilhelm Soehnle (1844–1911) in Murrhardt – wo sich die nach ihm benannte Wilhelm-Soehnle-Straße befindet – gegründet. Nach seiner abgeschlossenen Schlosser- und Mechanikerlehre entschloss sich Wilhelm Soehnle dazu, eine Werkstatt einzurichten und sich auf die Produktion von Waagen zu konzentrieren. 
1919 übernahmen die Söhne Heinrich und Ernst Soehnle die Murrhardter Waagenfabrik Gebrüder Soehnle. Bis in die Zwanziger Jahre des 20. Jahrhunderts hinein wurde die Waagenherstellung in der Werkstatt in rein handwerklicher Form betrieben. Die Aufnahme der sogenannten Reformwaage im Mai 1930 stellte einen Meilenstein für die Entwicklung des Unternehmens dar. Diese leichte, für den Haushalt vorgesehene Laufgewichtsküchenwaage wies die typischen Merkmale eines Massenartikels auf, so dass erstmals in Serienfertigung produziert wurde. Allein 1937 wurden 37.700 Stück dieser Haushaltswaage hergestellt. Somit war sie für lange Zeit, auch nach dem Zweiten Weltkrieg, der Hauptumsatzträger. Einen weiteren markanten Punkt im Programm bildete die Entwicklung und Fertigung der ersten Soehnle-Personenwaage im Jahre 1956. Dieses typische Wohlstandsprodukt versprach steigende Stückzahlen, höhere Erträge und dadurch bessere Konkurrenzfähigkeit. In den folgenden Jahren wurde die Entwicklung der Personenwaage so stark forciert, dass sie schnell zum Hauptumsatzträger heranwuchs. 
1968 – somit genau 100 Jahre nach der Entstehung – befand sich die Leitung des Unternehmens bereits in der 3. Generation und konnte auf eine solide Entwicklung zurückblicken. Mit rund 500 Mitarbeitern wurden eine Million Waageneinheiten pro Jahr hergestellt. Ab 1979 begann der Einzug der Elektronik in einer für Soehnle typischen Verbindung von Feinmechanik mit elektronischen Bauelementen. Die Elektronik ermöglichte erhebliche Qualitäts- und Genauigkeitsverbesserungen auch in der Großserie. 1991 wurde mit 6 Millionen Waagen ein neuer Produktionsrekord erreicht, und 1992 verließ die 100-millionste Soehnle-Waage seit der Gründung des Unternehmens die Fertigungsstätte in Murrhardt. Waagen für den Gesundheitssektor und industrielle Lösungen im Bereich Wägetechnik und Sensorik werden von der Soehnle Industrial Solutions GmbH in Backnang angeboten.
2001 erwarb die Leifheit AG die gesamte Soehnle-Gruppe, die zuletzt einen Umsatz von 170 Mio. DM (85 Mio. Euro) erwirtschaftete und 540 Beschäftigte hatte. Weltweit verkaufte Soehnle seit Bestehen mehr als 200 Millionen Waagen.

## Produkte
Das Produktprogramm von Soehnle ist breit gefächert und beinhaltet neben den bekannten Personen- und Küchenwaagen auch Wellbeing-Produkte.
- Industriewaagen:
  - Verschiedene Waagen für Handel, Industrie und Gewerbe

- Personenwaagen:
  - Körper-Analysewaagen
  - Digitale Personenwaagen
  - Analoge Personenwaagen

- Küchenwaagen:
  - Nährwert-Analysewaagen
  - Digitale Küchenwaagen
  - Analoge Küchenwaagen

- Wellbeing-Produkte:
  - Wärmeprodukte
    - Wärmegürtel
    - Wärmekissen
    - Fußwärmer
    - Wärmedecken

  - Aroma-Diffuser
  - Luftreiniger und -befeuchter

### Produktauszeichnungen
Mit der Gestaltung einer Vielzahl der Soehnle-Produkte wurde die Ulmer Busse Design+Engineering GmbH beauftragt. Viele davon wurden ausgezeichnet, mit iF Design Awards des iF Industrie Forums Design beispielsweise 1982 in der Kategorie „Haushalt“ die Backwaage „Digital 8003“ und die Diät- und Briefwaage „8600“, 1983 in der Kategorie „Lifestyle“ die Personenwaage „Digital S 7700“ und in der Kategorie „Haushalt“ die Küchenwaage „1304 Rondo“, 1984 die Postgebührenwaage: „8800 Courier“ in der Kategorie „Kommunikation“, 1985 die Tischwaage „Digital 7751“ (Tischwaage) in der Kategorie „Industrie“, die Personenwaage „Digital 7101“ in der Kategorie „Lifestyle“ und die Back-, Diät- und Briefwaage „8009 Gourmet“ in der Kategorie „Haushalt“, 1986 in der Kategorie „Haushalt“ die Back- und Haushaltswaage „1230“, 1987 in der Kategorie „Lifestyle“ die Personenwaagen „Digital 6108“ und „Digital 7105“ und die Diät-Computerwaage „8011“, 1988 die Badezimmerwaage „Digital 7104 Talia“, die Back-, Diät- und Briefwaage „8012 Gourmet Plus“ und die Back- und Haushaltswaage „1307 Culina Plus“. und seit der Übernahme durch Leifheit mit dem iF Design Award 2012 die Küchenwaage „Page Evolution“.
Das flache Design des Modells „Page Evolution“ erhielt vor Markteinführung bei der Verleihung der Red Dot Design Awards eine Ehrenerwähnung. 2014 wurde die solarbetriebene Körperfettwaage „Solar Fit“ mit dem Red Dot Design Award in der Kategorie Produktdesign ausgezeichnet.
Mit dem Konsumentenpreis „KüchenInnovation des Jahres“ der Initiative LifeCare aus München unter der Schirmherrschaft von Róża Thun (MdEP) wurden 2015 in der Kategorie „Koch- und Küchengeräte“ die Küchenwaagenmodelle „Baking Star“ für Bedienkomfort, Produktnutzen, Innovation, Design und „Page Meteo Center“ für Funktionalität, Innovation, Design prämiert.